# Eva Celbová
Eva Celbová-Ryšavá, née le 8 mars 1975 à Náchod, est une joueuse de beach-volley tchèque, désormais retraitée. Elle a notamment été championne d'Europe de sa discipline.

## Carrière
Avec sa compatriote Soňa Nováková, elle est médaillée de bronze aux Championnats du monde de beach-volley en 2001 à Klagenfurt, championne d'Europe en 1996 et 1998, et médaillée de bronze européenne en 1997, 1999 et 2002.
Elle met sa carrière sportive entre parenthèses entre 2005 et 2006 pour donner naissance à son premier enfant, puis revient sur les terrains en duo avec Nováková jusqu'en 2006.
À compter de cette date, elle joue en duo avec Šárka Nakládalova puis Tereza Petrova jusqu'à fin 2007. De retour en duo avec Nováková, elle tente de se qualifier pour les Jeux olympiques de Pékin en 2008, mais doit renoncer à cause d'une blessure persistante au genou.
Elle met fin à sa carrière en janvier 2008, des suites de cette blessure au genou. Elle est désormais entraîneuse de volley-ball.

## Palmarès

### Jeux olympiques d'été
- 9e à Sydney en 2000 avec Soňa Nováková
- 9e à Athènes en 2004 avec Soňa Nováková

### Championnats du Monde de beach-volley
- Médaille de bronze en 2001 à Klagenfurt (Autriche) avec Soňa Nováková

### Championnats d'Europe de beach-volley
- Médaille d'or en 1996 à Pescara (Italie) avec Soňa Nováková
- Médaille d'or en 1998 à Rhodos (Grèce) avec Soňa Nováková
- Médaille de bronze en 1997 à Riccione (Italie) avec Soňa Nováková
- Médaille de bronze en 1999 à Palma de Mallorca (Espagne) avec Soňa Nováková
- Médaille de bronze en 2002 à Bâle (Suisse) avec Soňa Nováková

## Vie privée
Eva Celbová s'est mariée en septembre 2004 à son ami de longue date, Jana Ryšavého. Elle a donné naissance à un fils prénommé Jan en juin 2005.